# 弘末明良
弘末 明良（ひろすえ あきよし、1939年 - 2018年2月10日）は、日本の精神科医。

## 略歴
1958年に東京都立戸山高等学校を卒業。高校在学中に演劇の道を志すも、医師になることを決意し、医学部へ進学。 1964年東京医科歯科大学医学部を卒業。医局在籍中、神経精神医学教室に入局し、島崎敏樹のもとで学ぶ。1972年成増厚生病院 医局長、1974年都立松沢病院医員、1978年都立墨東病院 神経科医長、1989年都職員共済 清瀬病院 神経科部長、2000年茨城県立友部病院 院長、2005年から東京都「榎本クリニック」非常勤、ひたちなか市「ACT-KUINA」非常勤を歴任（ACTは包括型地域生活支援の略）。2018年没。

## 著書

### 共著
- 『公務員のためのＱ＆Ａ　メンタルヘルス・ハンドブック―明るい職場づくりをめざして』（1991年）学陽書房、梅垣 和彦、大嶋 正浩、諏訪 克行、弘末 明良【編】

### 翻訳
- 『狂気をくぐりぬける』（1977年）平凡社、ジョセフ・バーク（著）、メアリー・バーンズ（著）、弘末 明良（翻訳）、宮野 富美子（翻訳）［原著 Mary Barnes & Joseph Berke: Two Account of a Journey Through Madness,MacGibbon and Klee,First Edition,1971.］

## 学会・委員会・協議会

### 学会
- 日本精神保健福祉政策学会　元理事
- 日本「性とこころ」関連問題学会　元監事
- 日本デイケア研究会　元幹事
- 日本デイケア学会　元理事・元監事
- 日本病院・地域精神医学会　元会長・元評議員
- 日本外来医療精神学会　元理事
- 日本学校メンタルヘルス学会　元評議員
- 日本総合病院精神医学会　元会員

### 委員会
- 元日立総合病院臨床研修委員会メンバー
- 日本デイケア学会渉外委員会　元委員長

### 協議会
- 全国児童青年精神科医療施設協議会　元幹事

## 論文
- 「現代における正常と異常」『からだの科学特別増刊精神医学入門シリーズ=3 こころの科学と現代』日本評論社 p38-43 （1984年）
- 「第1回日本精神衛生学会」印象記『精神医学』28巻5号　p589-590（1986年5月）
- 『精神科医がみた現代公務員ー安定志向がもたらすもの』地方自治ジャーナル9(108) p7（1987年11月）
- 「メランコリア・ビューロクラティカ」『こころの健康』3巻2号 p59-63（1988年）
- 「自分のために知っておきたいこと 早期発見は早期治療につながるか 」『教職研修総合特集 : 読本シリーズ (109) 』教育開発研究所p292-295（1993年11月）
- 「病理学(Pathologie)とパトス・ローギク(Pathoslogik)~受苦への察しと言語化」 『茨城県立病院医学雑誌 』15巻2号 p85-87（1997年5月）
- 「パトスの復権＝『ソテリア』へ」『精神医療』4-13(88) p6-12（1998年5月）
- 「こころの危機とパトスの培養 ー学校危機を生きぬくー」学校メンタルヘルス2巻 p59-65（1999年）
- 「 Lag and Catch-up －茨城で、サルトリウスにふれながら－」広報誌『心と社会』No.104  p146-154 （2001年）
- 「分裂病発症と家族?茨城でサリバンHSを思いながら」『精神医療』25号（2002年3月）
- 「 21世紀最初の総会を水戸で終えて」『病院・地域精神医学』45巻1号（2002年3月）
- 「デイケアとホームケア 」 『デイケア実践研究』7巻1号 p1-3（2003年）
- 「気分障害・再考 ディスティミアの一例」『日本外来臨床精神医学 』 6(1): p104-112（2008年）
- 「求めに求めて、得る「声」と「思い」--統合失調症と通い合う 」『現代のエスプリ』(486) p136-149（2008年1月）
- 「ディスティミア性向の発達を理解し、ディスティミア治療の終結を決断する─アフォーダンスとレジリアンスの観点から─」『精神科治療学』24巻12号（2009年12月）
- 「日本の精神科病院の ”チェンジ” を求めて」『精神科治療学』 第25巻01号（2010年01月）
- 「アナムネーゼ聴取の落とし穴 ─パトゾフィーに照らして─」『精神科治療学』第25巻11号  （2010年11月）
- 「ポジティブな面接 : パトゾフィーによって,つながる」『学校メンタルヘルス 』 14(2) p111-113 （2011年）
- 「アンビュラトリー・メンタルヘルス（通い合う精神保健）を求めて」『茨城県臨床医学雑誌』48号 p31-37（2013年2月）

## エピソード
- 語学が非常に堪能で対話では英語、ドイツ語を得意としていた。古代ギリシア語やラテン語も駆使し、論文や論評を執筆していた。ドイツ語でカルテを書く癖が、いつまでも消えなかったというエピソードがある。
- 精神病理学を中心に様々な人文・社会科学・自然科学の文献を渉猟していた。ドイツ観念論哲学では特にW・ヘーゲル、初期マルクス疎外論の影響と関心を認めていた。ドイツ文学ではW・ゲーテの『ファウスト』や、ヘルマン・ヘッセの詩集を愛読。精神医学では新フロイト派を重視し、特にアメリカの精神科医であるハリー・スタック・サリヴァンの、治療構造における当事者視点や生活モデルの導入を高く評価していた。
- 「人の間と書いて人間」とよく周りに話をし、疾病を個人の疾病としてだけはなく、常に社会的関係・歴史的プロセスの中で理解する必要性を考えていた。また疾病からの回復の可能性も、人間関係の再構築に見出していた。精神科医療に限らず疾病からの回復とは「つながり」の回復を包括するものだと考えており、クライエント中心療法を再解釈しながら臨床の現場で深化させていたという。
- 医学を超えて 「人間とは何か？」を常に考えていたという。ユングと京都学派哲学を通じ、人類起源や進化、気候危機、国境を超えた記憶について考察していたというエピソードがある。人間中心主義を超えて、自然との共生を想定した、広い意味での治療および治癒システムを構想していた。「草木国土悉皆成仏」を良く口にしていたという。
- 最も深遠な思想家はブレーズ・パスカルだと考えていた。『パスカルにおける人間の研究』の著者である三木清も愛読していた。
- 精神科デイケアについて、大切な通院社会資源として認識しており、様々な角度から言及していた。 「中国の古い諺に、小医は病を医し、中医は人を医す。而して、大医は国を医す、とある。この場合、「医」とは、いやし(healing)であり、大医とは、国自体のいやしであると同時に国政による国民のいやしである。  ちなみに health という語は heal に由来し、いやし続けられる動的恒常(homeostasis)が、保健・健康である。the whole(包括)・holistic(包括的)という語も、heal に由来する。このような事情もあり、これまで多くの志ある医師たちは、包括医療(holistic medicine)やプライマリーケア医療を推進してきた。  一般的に「治療」は、「生活・くらし」の一部を担うものであり、医療より福祉が大切であることは、どの精神科医もわきまえていることだと思う。  デイケアにおける多職種の協働こそ、ユーザーばかりでなくスタッフの HEALTH を支える、治療共同体(therapeutic community)という場の力(dynamics)となる。」と話し、  精神科デイケアだけでなく、多職種連携アウトリーチチームとの共同かつ重層的支援によって、より多くの方の地域生活支援が可能と信じていた。
- 精神科医である安永浩の『精神の幾何学』を高く評価していた。
- 日本の精神病理学第3世代を代表する精神科医の永田俊彦は生涯の親友であった。
- ハリー・スタック・サリヴァンの「Simply Human!(みんなただの人間じゃないか！)」という格言を極めて重視していたというエピソードがある。

## 人の間と書いて人間
「人の間と書いて人間」とは、精神科医 弘末明良の臨床実践における根本理念である。
弘末は個人の疾病・症状は常に同時代の人的・文化環境を投影する鏡であると解していた。
大学時代に初期マルクスの『ヘーゲル法哲学批判序説』や『経済学・哲学草稿』を精読。その影響のもと、人間の実体はまさに「人の間」という言葉の通り「関係」〔（独) Verhältnis〕にあると規定していた。その際、『パンセ』の解釈を同時並行で進め、人間の精神及び運命に内在する「決して言語化できぬもの」に対する不安と戦慄こそが、他者との関係性へ必然的に導くと考えていた。広大無限の宇宙の沈黙の前に立たされ、常に時間的制約を課され、声なき義務を要求され、心身分断や疎外や発症の複合的危機を常時担う人間だからこそ、関係という真理へ辿り着かざるをえないと認識していた。この実体論を基礎とし、クライエントの疾病からの回復と自立は、機能回復や薬による症状鎮静だけでなく、常に人間関係、社会関係の再構築を含まねばならないと考えるに至る。
それゆえ、社会病理学、歴史科学、京都学派哲学、社会人類学、環境生態学、古典古代哲学や文学等、幅広く援用し独自のクライエント中心療法の深化に繋げた。
診察室の医師に留まらず、アルコホーリクス・アノニマスやダルク等の依存症当事者団体と積極的に連携したのは、まさに自助グループにおける回復は「つながり」の回復であり、個人の回復とネットワークの回復が同時で一体的であると感じられたからである。
弘末は、回復は病名を超えた人の間の回復であると考えていた。
前提として、カール・ヤスパース『精神病理学原論』に代表される欧米中心主義のパラダイムを脱構築するため、和洋折衷とも言える東洋独自の精神病理学的診断概念と臨床実践の必要性を感じていた。その場合、やはり関係性がキー概念となるため、京都学派の「場の理論」や禅の哲学、アフォーダンス（弘末は「大地の恵み」と呼称）概念を援用した独自の対象関係論、治療文化論を構想していた。 
謙虚な人格、クライエント中心の多職種チーム医療の実践、様々な学会含む医療・福祉サービスや当事者団体の設立に尽力する等、まさに、「人の間と書いて人間」であることを自ら実証しつづけた。